# Мемуари примата
«Мемуари примата: незвичайне життя нейробіолога серед павіанів» — книга американського біолога Роберта Сапольського, опублікована у 2001 році. В книзі автор з великою деталізацією зображує роки, проведені ним у Кенії, під час яких він здійснював дослідження павіанів як аспірант. Книга викладає чергувальність описів спостережень за зграєю павіанів та глибокого занурення у відмінну від рідної культуру Африки, що Сапольський поступово освоював. Крім того, вона представляє нетрадиційний підхід до вивчення нейрофізіології, конкретно — досліджує вплив стресу на тривалість життя.
Книга була номінована на премію Aventis за наукові книги у 2002 році.

## Передісторія
У ранньому віці Роберт Сапольський виявив глибокий інтерес до сріблястих горил, мріючи з ними жити. У дванадцятирічному віці він почав писати листи приматологам, виявляючи своє захоплення. Відвідуючи середню школу Джона Дьюї, він вже був знайомий з академічними текстами з приматології та вивчав суахілі.
У 1978 році Роберт Сапольський здобув ступінь бакалавра з біологічної антропології з відзнакою в Гарвардському університеті. Згодом він вирушив до Кенії з метою досліджувати соціальну поведінку павіанів в їх природному середовищі. У час воєнного конфлікту між Угандою і Танзанією, Сапольський, якому тоді було двадцять один рік, відправився до Уганди, щоб спостерігати війну на власні очі. Він пізніше згадував, що його молодий вік і пошук пригод були властиві для самця приматів підліткового віку: «Мені був двадцять один і я хотів пригод. […] Я поводився як самець приматів пізнього підліткового віку».
Після свого першого польового дослідження, що тривало півтора роки в Африці, він став регулярно повертатися туди кожного літа протягом двадцяти п'яти наступних років. Його спостереження були зосереджені на одній і тій ж групі павіанів, яку він вивчав з кінця 1970-х до початку 1990-х років. Проводячи від 8 до 10 годин щодня протягом приблизно чотирьох місяців на рік, він детально записував поведінку цих приматів.

## Рецензії та критика
Книжка отримала велику кількість позитивних відгуків. Рецензент New York Times, Боб Ніксон, висловив думку, що раніше опубліковані твори Сапольського, зокрема «Чому у зебр не бувають виразки» та «Проблеми з тестостероном», визначили його як одного з найвизначніших письменників-природознавців у світі. «Мемуари приматів», за його словами, не лише закріплюють цю репутацію, а й пропонють щось більше. Адже книга представляє собою нехудожній аналог роману виховання, зображуючи портрет польового біолога в молодості. Ніксон відзначив особливий гумор Сапольського: "Сапольський має схильність до комедії, яка тріумфує у швидких, іронічних відступах. Візьміть, наприклад, його представлення дитинчати павіана, якого він називає Обадія: «Це був дивний на вигляд хлопчина. У нього була вузька голова і довге в'юнке волосся, яке ззаду утворювало видовжене крило; він був схожий на розсіяного віденського невротика fin de siècle». Рецензент також зауважив «величезне розмаїття» історій, описаних в книзі.
Publishers Weekly у своїй рецензії описує мемуари як захоплюючу історію про зрілість молодої людини, яка пронизана цинізмом та благоговінням, пристрастю та гумором, додаючи, що книга віддає дань поваги континенту, який незважаючи на свої негаразди та виклики, утримав автора в своєму полоні.
Рецензент з Кіркуса характеризує книгу як «дику та дивовижну розповідь», заповнену епізодами, що викликають сміх або вражають своєю геніальністю, до такої міри, що читач відчуває потребу поділитися ними з іншими.
Анна Мурхаус з Journal of Young Investigators зазначає, що всі персонажі приматів у книзі промальовані відмінно, що «читач одразу закохується в павіанів, як і сам Сапольський». Вона зазначає, що автор не лише розповідає анекдоти про павіанів, але й освітлює темні аспекти польових досліджень, приховані під шарами жартів, досліджуючи неприємні аспекти польової біології та жорстокі політичні реалії Східної Африки того часу.